# Il mondo insieme a te
Il mondo insieme a te è il primo album in studio da solista del cantautore italiano Max Pezzali, pubblicato il 28 maggio 2004 dalla Warner Music Italy.
Dopo aver pubblicato la raccolta Love/Life, accreditata sia a Pezzali che agli 883 (nonostante contenga solo brani della band), il cantante pavese annuncia la fine ufficiale del gruppo e l'inizio della sua carriera solista, che parte proprio dalla pubblicazione di Il mondo insieme a te, anticipato dal singolo Lo strano percorso.

## Il disco
L'album è stato pubblicato in due versioni: una versione normale, contenente solo il CD, e una versione speciale con DVD contenente 20 videoclip degli 883, in edizione limitata e numerata con una tiratura di solo 30 000 copie.
I singoli estratti per promuovere l'album sono stati Lo strano percorso, Il mondo insieme a te e Fai come ti pare, mentre Eccoti (in una versione riarrangiata) e Me la caverò sono stati pubblicati per promuovere la raccolta TuttoMax, uscita un anno più tardi. L'album ha venduto più di 200 000 copie, diventando doppio disco di platino.

## Tracce
Testi e musiche di Max Pezzali.
1. Fai come ti pare – 3:38
2. Lo strano percorso – 4:11
3. La volta buona – 3:54
4. Eccoti – 4:36
5. Siamo io e te – 4:06
6. Il mondo insieme a te – 4:03
7. Con dentro me – 4:07
8. Me la caverò – 3:41
9. Essenziale – 4:03
10. Mai uguali – 4:24

## Formazione
- Max Pezzali – voce
- Marco Guarnerio – basso, chitarra elettrica, chitarra acustica, cori, pianoforte, tastiera
- Fabrizio Frigeni – chitarra elettrica
- Mario Zapparoli – batteria
- Paolo Costa – basso
- Claudio Guidetti – chitarra elettrica, pianoforte, tastiera
- Paolo Carta - chitarra
- Elio Rivagli – batteria
- Rocco Tanica – pianoforte
- Martina Marinucci – cori

## Classifiche
| Classifica (2004) | Posizione massima |
| ----------------- | ----------------- |
| Italia            | 1                 |
| Svizzera          | 81                |

### Classifiche di fine anno
| Classifica (2004) | Posizione |
| ----------------- | --------- |
| Italia            | 19        |